# MTV Video Music Awards/Best Group
Der MTV Video Music Award for Best Group Video gehörte zu den ersten Kategorien der Verleihung. Er wurde mit der Erstverleihung 1984 eingeführt. 2007 wurde er im Zuge der Umstrukturierung der Awards für das eine Jahr in Best Group umbenannt. 2008, als die MTV Video Music Awards wieder in ihr ursprüngliches Format zurückkehrten, wurde er nicht wiederbelebt. 2019 wurde der Award weitergeführt, jedoch ohne Videos und unter dem 2007 eingeführten Namen.
Mit drei Gewinnen führt No Doubt die Bestenliste an. Am meisten nominiert wurden U2 mit sieben Videos in sechs unterschiedlichen Jahren.

## Überblick

### 1984 – 2007
| Award | Jahr | Preisträger                    | für das Video                                         | Nominierungen |
| ----- | ---- | ------------------------------ | ----------------------------------------------------- | --- |
| 1.    | 1984 | ZZ Top                         | Legs                                                  | - Huey Lewis and the News – The Heart of Rock & Roll - The Police – Every Breath You Take - Van Halen – Jump - ZZ Top – Sharp Dressed Man                         |
| 2.    | 1985 | USA for Africa                 | We Are the World                                      | - The Cars – Drive - Eurythmics – Would I Lie to You? - Huey Lewis & the News – If This Is It - U2 – Pride (In the Name of Love)                                  |
| 3.    | 1986 | Dire Straits                   | Money for Nothing                                     | - a-ha – Take On Me - INXS – What You Need - The Rolling Stones – Harlem Shuffle - Talking Heads – And She Was                                                    |
| 4.    | 1987 | Talking Heads                  | Wild Wild Life                                        | - The Bangles – Walk Like an Egyptian - Crowded House – Don’t Dream It’s Over - Eurythmics – Missionary Man - U2 – With or Without You                            |
| 5.    | 1988 | INXS                           | Need You Tonight/Mediate                              | - Aerosmith – Dude (Looks Like a Lady) - Eurythmics – I Need a Man - U2 – I Still Haven’t Found What I’m Looking For - U2 – Where the Streets Have No Name        |
| 6.    | 1989 | Living Colour                  | Cult of Personality                                   | - Fine Young Cannibals – She Drives Me Crazy - Guns N’ Roses – Sweet Child o’ Mine - Traveling Wilburys – Handle with Care                                        |
| 7.    | 1990 | The B-52s                      | Love Shack                                            | - Aerosmith – Janie’s Got a Gun - Midnight Oil – Blue Sky Mine - Red Hot Chili Peppers – Higher Ground - Tears for Fears – Sowing the Seeds of Love               |
| 8.    | 1991 | R.E.M.                         | Losing My Religion                                    | - The Black Crowes – She Talks to Angels - Divinyls – I Touch Myself - Queensrÿche – Silent Lucidity                                                              |
| 9.    | 1992 | U2                             | Even Better Than the Real Thing                       | - En Vogue – My Lovin' (You’re Never Gonna Get It) - Red Hot Chili Peppers – Under the Bridge - Van Halen – Right Now                                             |
| 10.   | 1993 | Pearl Jam                      | Jeremy                                                | - Depeche Mode – I Feel You - En Vogue – Free Your Mind - R.E.M. – Man on the Moon                                                                                |
| 11.   | 1994 | Aerosmith                      | Cryin’                                                | - Beastie Boys – Sabotage - Green Day – Longview - R.E.M. – Everybody Hurts                                                                                       |
| 12.   | 1995 | TLC                            | Waterfalls                                            | - Green Day – Basket Case - The Rolling Stones – Love Is Strong - Stone Temple Pilots – Interstate Love Song                                                      |
| 13.   | 1996 | Foo Fighters                   | Big Me                                                | - Bone Thugs-n-Harmony – Tha Crossroads - The Fugees – Killing Me Softly - Hootie & the Blowfish – Only Wanna Be with You                                         |
| 14.   | 1997 | No Doubt                       | Don’t Speak                                           | - Blur – Song 2 - Counting Crows – A Long December - Dave Matthews Band – Crash into Me - The Wallflowers – One Headlight                                         |
| 15.   | 1998 | Backstreet Boys                | Everybody (Backstreet’s Back)                         | - Garbage – Push It - Matchbox 20 – 3 A.M. - Radiohead – Karma Police - The Verve – Bitter Sweet Symphony                                                         |
| 16.   | 1999 | TLC                            | No Scrubs                                             | - Backstreet Boys – I Want It That Way - Limp Bizkit – Nookie - ’N Sync – Tearin’ Up My Heart - Sugar Ray – Every Morning                                         |
| 17.   | 2000 | Blink-182                      | All the Small Things                                  | - Destiny’s Child – Say My Name - Foo Fighters – Learn to Fly - *NSYNC – Bye Bye Bye - Red Hot Chili Peppers – Californication                                    |
| 18.   | 2001 | *NSYNC                         | Pop                                                   | - Dave Matthews Band – I Did It - Destiny’s Child – Survivor - Incubus – Drive - U2 – Elevation (Tomb Raider Remix)                                               |
| 19.   | 2002 | No Doubt (feat. Bounty Killer) | Hey Baby                                              | - Blink-182 – First Date - Linkin Park – In the End - Dave Matthews Band – Everyday - ’N Sync (feat. Nelly) – Girlfriend (Remix) - P.O.D. – Alive                 |
| 20.   | 2003 | Coldplay                       | The Scientist                                         | - B2K (feat. P. Diddy) – Bump, Bump, Bump - The Donnas – Take It Off - Good Charlotte – Lifestyles of the Rich and Famous - The White Stripes – Seven Nation Army |
| 21.   | 2004 | No Doubt                       | It’s My Life                                          | - D12 – My Band - Good Charlotte – Hold On - Hoobastank – The Reason - Maroon 5 – This Love                                                                       |
| 22.   | 2005 | Green Day                      | Boulevard of Broken Dreams                            | - The Black Eyed Peas – Don’t Phunk with My Heart - Destiny’s Child (feat. T.I. & Lil Wayne) – Soldier - The Killers – Mr. Brightside - U2 – Vertigo              |
| 23.   | 2006 | The All-American Rejects       | Move Along                                            | - Fall Out Boy – Dance, Dance - Gnarls Barkley – Crazy - Panic! at the Disco – I Write Sins Not Tragedies - Red Hot Chili Peppers – Dani California               |
| 24.   | 2007 | Fall Out Boy                   | (in diesem Jahr wurde nur der Künstler ausgezeichnet) | - Gym Class Heroes - Linkin Park - Maroon 5 - White Stripes |

### Seit 2019
| Award | Jahr | Preisträger | Nominierungen |
| ----- | ---- | ----------- | --- |
| 25.   | 2019 | BTS         | - 5 Seconds of Summer - Backstreet Boys - BLACKPINK - CNCO - PRETTYMUCH - Why Don’t We                                       |
| 26.   | 2020 | BTS         | - 5 Seconds of Summer - Blackpink - Chloe x Halle - CNCO - Little Mix - Monsta X - Now United - The 1975 - Twenty One Pilots |
| 27.   | 2021 | BTS         | - Blackpink - CNCO - Foo Fighters - Jonas Brothers - Maroon 5 - Silk Sonic - Twenty One Pilots                               |
| 28.   | 2022 | BTS         | - Blackpink - City Girls - Foo Fighters - Imagine Dragons - Måneskin - Red Hot Chili Peppers - Silk Sonic                    |
| 29.   | 2023 | Blackpink   | - Fifty Fifty - Flow - Jonas Brothers - Måneskin - NewJeans - Seventeen - Tomorrow X Together                                |